# Grenzpreisstrategie
Als Grenzpreisstrategie bzw. Limit Pricing wird in der betriebswirtschaftlichen Theorie das Verhalten eines Monopolisten bezeichnet, der mit seiner Preispolitik einen marktzutrittsverhindernden Preis anstrebt.
Hierzu senkt er den Preis eines von ihm monopolistisch angebotenen Gutes auf ein solches Niveau ab, dass für einen potenziellen Anbieter des gleichen Gutes der Markteintritt aufgrund der bestehenden Größennachteile wirtschaftlich nicht möglich ist.